# Neuendettelsau
Neuendettelsau är en kommun och ort i Landkreis Ansbach i Regierungsbezirk Mittelfranken i förbundslandet Bayern i Tyskland. Neuendettelsau ligger öster om Ansbach och är känd för de missionsanstalter som Wilhelm Löhe tog initiativet till.